# Xanlıqlar (Qazax)
Xanlıqlar è un comune dell'Azerbaigian situato nel distretto di Qazax.